# Же (мовна сім'я)
Же (Je) — індіанська мовна родина поширена в Східній Бразилії. Налічує 13 мов.
Існує гіпотеза, що мови же разом з ще 12 дрібними сім'ями які налічують від однієї до чотирьох мов утворюють макрорордину макро-ме. До макро-же відносять зокрема мову чікітано, боророанську та машакалійську родини, мови каража тощо.